# Pippi zet de boel op stelten
Pippi zet de boel op stelten (Originele titel: På rymmen med Pippi Långstrump) is een Zweedse/Duitse film uit 1970. De film is gebaseerd op Pippi Langkous geschreven door Astrid Lindgren, die ook het scenario voor deze film schreef. De regie was in handen van Olle Hellbom. De televisieserie Pippi Langkous gebaseerd op de boeken liep van 1969 tot 1971. De afleveringen uit het eerste seizoen werden verwerkt in twee films. Die films kregen nog twee vervolgfilms waarvan dit de tweede is. In 1971 werd deze film verwerkt in vier afleveringen voor het tweede seizoen van die televisieserie.

## Verhaal
Tommie en Annika hebben er schoon genoeg van hoe keurig ze zich moeten gedragen bij hun ouders en bijhorende klusjes. Ze besluiten van huis weg te lopen. Pippi spreekt met moeder Settergren (de moeder van Tommie en Annika) af om met ze mee te gaan en voor hen te zorgen. Al snel ontdekken Pippi, Tommie en Annika dat het bestaan als zwerver niet eenvoudig is. Lang niet iedereen is aardig voor ze en ze moeten steeds maar weer aan geld en eten zien te komen. Ondertussen ontmoeten ze ook de marskramer Koenraad die hun een sterke superlijm verkoopt. Uiteindelijk keren ze terug naar huis.

## Rolverdeling[5]
| Acteur            | Personage               | Nederlandse stem |
| ----------------- | ----------------------- | ---------------- |
| Inger Nilsson     | Pippi Langkous          | Paula Majoor     |
| Pär Sundberg      | Tommy Settergren        | Trudy Libosan    |
| Maria Persson     | Annika Settergren       | Ida Bons         |
| Öllegård Wellton  | Moeder Settergren       | Trudy Libosan    |
| Fredrik Ohlsson   | Vader Settergren        | Aart Staartjes   |
| Hans Alfredson    | Koenraad                | Paul Brandenburg |
| Kurt Zips         | Boze man                | Aart Staartjes   |
| Walter Richter    | Boer                    | Hans Hoekman     |
| Anders Håkansson  | Kalle                   | Onbekend         |
| Mikael Asp        | Olle                    | Onbekend         |
| Patrick Asp       | Frans                   | Trudy Libosan    |
| Robert Håkansson  | Lasse                   | Onbekend         |
| Kajsa Dandenell   | Nils August\Pisse Nisse | Onbekend         |
| Benno Sterzenbach | Politieagent            | Hans Hoekman     |

## Achtergrond

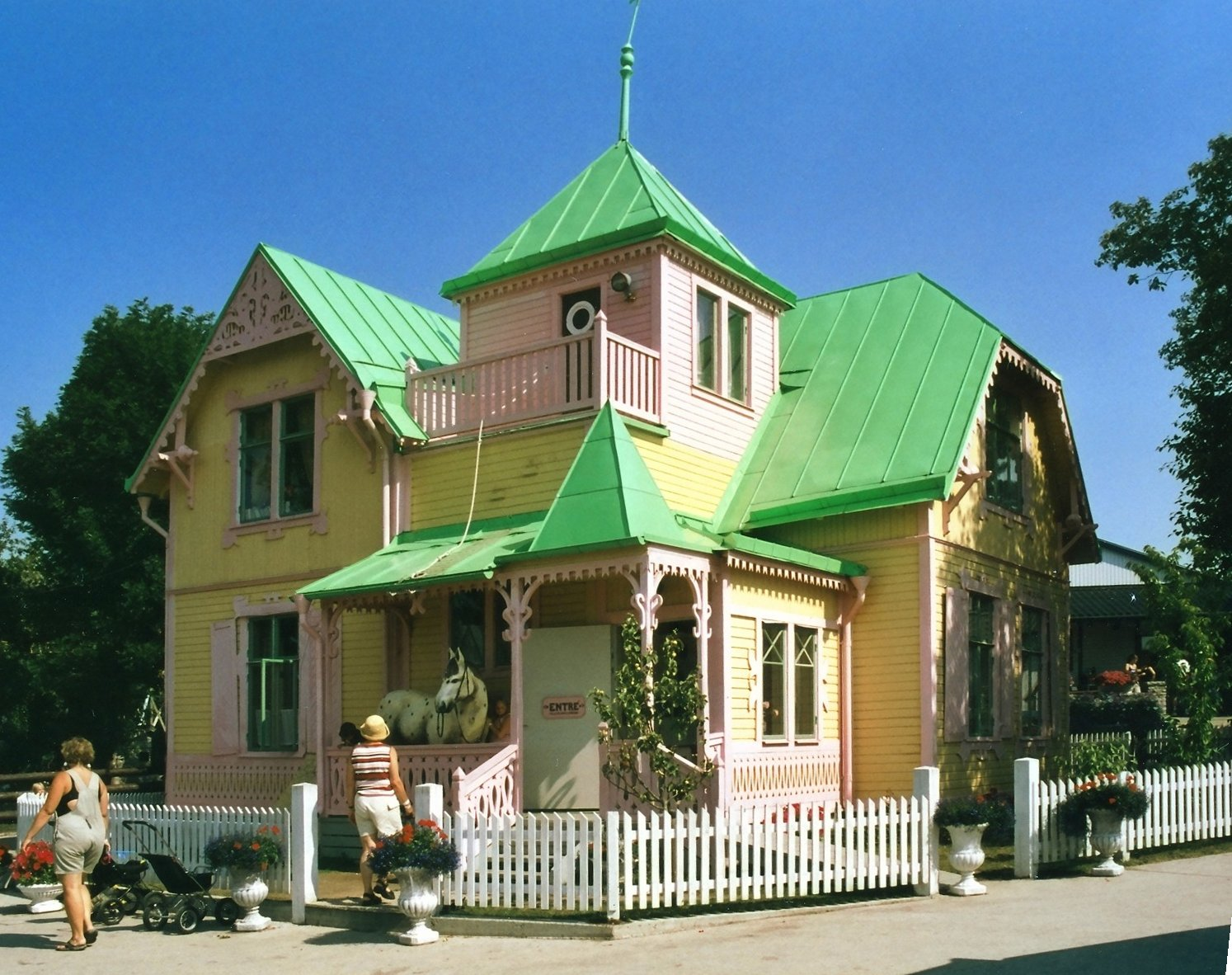
Villa Kakelbont

### Productie
In 1949 verscheen de eerste verfilming van Pippi Langkous, maar de schrijfster Astrid Lindgren was er niet tevreden mee onder andere doordat de rol van Pippi Langkous gespeeld werd door de actrice Viveca Serlachius die toen ongeveer 26 jaar oud was. Vanaf dan besloot ze om altijd zelf de filmscripts te schrijven van haar boeken in samenwerking met regisseur Olle Hellbom tot zijn dood in 1982. In 1969 schreef Lindgren de scripts voor dertien afleveringen op basis van haar boeken. Deze dertien afleveringen verschenen in 1969 en waren het eerste seizoen van de televisieserie Pippi Langkous. In datzelfde jaar werden die dertien afleveringen ook bewerkt in twee langspeelfilms: Pippi Langkous en Pippi gaat van boord.
In datzelfde jaar werd er na het succes van de eerste twee films, de film Pippi in Taka-Tukaland geproduceerd die dient als vervolg op de twee vorige films en uiteraard de dertien afleveringen van deze televisieserie waaruit die twee films bewerkt zijn. Vervolgens werd deze film geproduceerd die dient als vervolg op die derde film. De opnames van deze film vonden plaats van 11 mei 1970 tot 8 september 1970. De binnenopnames vonden plaats in de filmstudio Filmstaden in Solna en de buitenopnames vonden plaats op het eiland Gotland en in de streek Hälsingland.

### Muziek
De soundtrack werd gecomponeerd door Georg Riedel, Jan Johansson, Hans Alfredson en Olle Åkerfeldt. Het album werd uitgebracht door Philips in 1970 op lp. Hieronder volgen de nummers.
| Nr. | Titel                                        |
| --- | -------------------------------------------- |
| 1   | "När Vi Rymde Hemifrån"                      |
| 2   | "Mors Lilla Lathund"                         |
| 3   | "Konrads Kalasklister"                       |
| 4   | "Ni Skulle Sett När Jag Åkte Nerför Niagara" |
| 5   | "Kåldolmar, Kyckling Och Fläskpannkaka"      |
| 6   | "Då Skulle Ni Hört Bernhard Jansson, Då"     |
| 7   | "Olé"                                        |
| 8   | "Vi Flyger Som Örnar"                        |
| 9   | "Lira Lara Loppan"                           |
| 10  | "Världsberömd I Hela Sverige"                |
| 11  | "För Jag Kan All-All-Allting"                |
| 12  | "Sommarsången"                               |

## Homemedia
In 1989 verscheen deze film op VHS.  In 2002 bracht Svensk Filmindustri deze film en zijn voorganger op dvd uit in 2007 bracht men opnieuw beide films op dvd uit. Later op 4 oktober 2005 verschenen de 4 films van de televisieserie op een dvd-box. Vervolgens op 16 oktober 2009 bracht hetzelfde bedrijf deze film op blu-ray uit. Hen's Tooth Video bracht op 27 oktober 2015 de vier films op blu-ray uit.

## Musicals
In België en Nederland is het verhaal meerdere keren verwerkt tot een musical met onder andere Free Souffriau (2017) en Hanna van Vliet (2014) als Pippi.